# Ontstaan en groei van het mahayana
Het mahayanaboeddhisme ontstond rond 100 n.Chr. en begon een snelle verspreiding door Azië vanaf 150 n.Chr.

## Ontstaan van het mahayana
De opkomst van het mahayanaboeddhisme vanaf de eerste eeuw n.Chr. ging samen met complexe politieke veranderingen in Noordwest-India. De Indo-Griekse koninkrijken werden geleidelijk overmand en hun cultuur geassimileerd door achtereenvolgens migrerende Indo-Europese nomaden van Centraal-Azië, de Indo-Scythen en ten slotte de Yuezhi. De Yuezhi vestigden  vanaf circa het jaar 12 v.Chr. het Kushanrijk. De Kushanen ondersteunden het boeddhisme en een vierde boeddhistische concilie werd rond het jaar 100 n.Chr. georganiseerd met steun van de Kushaanse keizer Kanishka. Dit concilie vond plaats in Jalandhar of in Kasjmir en wordt gewoonlijk geassocieerd met de formele oprichting van het mahayana en de scheiding van de originele vroege boeddhistische scholen zoals het theravada.
Volgens traditie verzamelde Kanishka 500 monniken in Kasjmir om onder leiding van Vasumitra de bestaande geschriften te bewerken en aan te passen en om referenties en verdere aantekeningen te maken. De concilie nam 12 jaar in beslag en er werden volgens overlevering driehonderdduizend en negen miljoen uitspraken verzameld en samengesteld. Deze vierde concilie ging uit van een Tripitaka die waarschijnlijk sterk overeenkwam met het Pali-canon. Echter, veel additionele nieuwe geschriften werden goedgekeurd voor opname, wat samenging met de formele acceptatie van de nieuwe principes die het mahayana karakteriseren. Deze vierde mahayana-concilie werd niet erkend door de diverse vroege boeddhistische scholen en het theravada verwijst er in haar commentaar soms naar als de concilie van de ketters.
De nieuwe geschriften van het mahayana waren meestal opgesteld in de Gandhari-taal, gebruikmakend van het Kharosthi-schrift. Deze werden vervolgens herschreven en vertaald naar het klassieke Sanskriet. Veel academici beschouwen dit als een belangrijk keerpunt in de verspreiding van het boeddhisme. De nieuwe vorm van het boeddhisme werd gekarakteriseerd door een bijna als god vereren van de Boeddha, door het idee dat alle wezens over Boeddha-natuur beschikken en zouden moeten streven naar het boeddhaschap. Verder werden praktijken beïnvloed door andere culturen (zoals de Griekse en de Kushaanse cultuur) ook deel van de nieuwe mahayanabeweging.

## Groei van het Mahayana

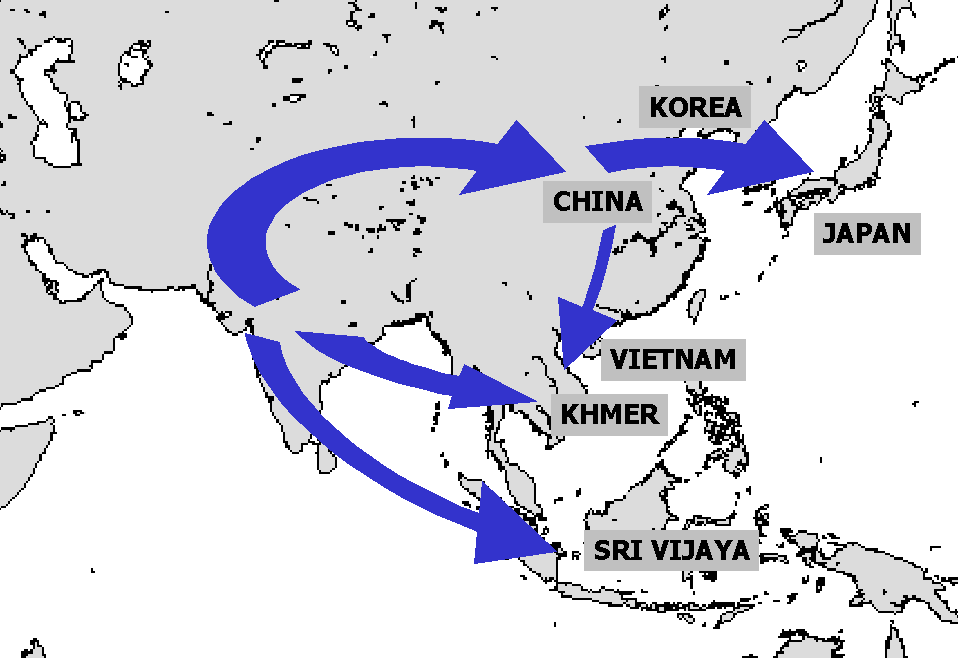
Verspreiding van het mahayana (1e tot 10e eeuw na Chr.)

Na enkele eeuwen werd het mahayanaboeddhisme de meest populaire stroming in India. Het verspreidde zich via het noorden naar Centraal-Azië, China, Korea en bereikte ten slotte Japan in 538 n.Chr. Via het zuiden ging het via de Indische zee naar Zuidoost-Azië waar het in door het Sri Vijaya-rijk en het Khmer-rijk geaccepteerd werd.

### India (150 tot 1200 na Chr)
Het mahayana groeide in India vanaf 150 n.Chr. en kwam tijdens de dynastie van de Guptas (4e tot 6e eeuw n.Chr.) tot bloei. Mahayana-studiecentra (of universiteiten) werden in deze periode gevestigd, met als het voornaamste centrum dat in Nalanda in Noordoost-India. Het centrum in Nalanda was de grootste en de meest invloedrijke universiteit van het mahayana gedurende vele eeuwen, met beroemde leraren als Nagarjuna. De Gupta stijl van boeddhistische kunst werd erg invloedrijk van Zuidoost-Azië tot China, naargelang het boeddhisme zich in deze streken verspreidde. Alhoewel het mahayana in deze periode dominant was, waren er ook verschillende van de vroege boeddhistische scholen in India aanwezig. Het vajrayanaboeddhisme ontstond rond de 4e eeuw n.Chr. in India.
Het boeddhisme in India verzwakte in de 7e eeuw als gevolg van invasies van de Witte Hun en de moslims. In de achtste eeuw werd het weer sterker onder het Pala-rijk, wat duurde tot de 12e eeuw. In 1193 vielen Turkse islamitische strijders India binnen onder leiding van Muhammed Khilji en vernietigden Nalanda. Tegen het einde van de twaalfde eeuw was het boeddhisme verdwenen uit India door de invasie van de islamitische strijders. Veel monniken werden gedood en kloosters werden in brand gezet. Ook de opkomst van nieuwe bewegingen in het hindoeïsme zorgde voor een neergang van het boeddhisme. In sommige gebieden van India bleef het boeddhisme bestaan als een kleine lokale groepering, zowel theravada als mahayana. Praktisch gesproken had het echter zijn aanwezigheid en invloed in India verloren.

### Centraal-Azië
Vanaf ongeveer 300 v.Chr. tot de 1e eeuw n.Chr. waren verschillende van de vroeg boeddhistische scholen dominant in Centraal-Azië. Vanaf de 2e eeuw was echter het mahayana groter dan de vroege scholen. Centraal-Azië was gelegen op de route tussen Persië, India en China en de groei van het mahayana in dit gebied zorgde ervoor dat ook in China na verloop van tijd voornamelijk mahayana aanwezig was. Er ontstonden verscheidene boeddhistische koninkrijken en gemeenschappen in de oases van Centraal-Azië. In Tarim Basin zijn vele rijk versierde grotschilderingen, schilderijen, rituele objecten en beelden gevonden. Vele monniken uit Centraal-Azië speelden door hun vertalingen van boeddhistische geschriften naar het Chinees een cruciale rol bij de verdere verspreiding van het boeddhisme naar China, Tot de tiende eeuw n.Chr. waren er vele uitwisselingen tussen de monniken in Centraal-Azië en China.
Vanaf de 7e eeuw n.Chr. was het boeddhisme in neergang in Centraal-Azië, voornamelijk door de invasies van moslims die minder genadig waren voor boeddhisten dan voor christenen en joden.

### China
Het boeddhisme arriveerde waarschijnlijk tegen het einde van de eerste eeuw n.Chr. in China, via Centraal-Azië. Tot de 8e eeuw n.Chr. was het boeddhisme in China erg actief. Het boeddhisme kwam tot bloei tijdens het begin van de Tangdynastie (618-907). Deze dynastie was in het begin zeer open voor buitenlandse invloeden en er vonden veel uitwisselingen met India in deze periode plaats. Veel Chinese monniken (zoals Fa Xian reisden tussen de 4e en de 11e eeuw n.Chr. naar India om het boeddhisme in het moederland te bestuderen.
Tegen het einde van de Tangdynastie werden buitenlandse invloeden echter negatief bezien en in het jaar 845 werden alle buitenlandse religies waaronder het christendom, boeddhisme en zoroastrisme door keizer Wu-Tsung verbannen uit China. In het gebied dat onder zijn controle stond werden boeddhistische monniken geëxecuteerd en de bezitten van de kloosters werden in beslag genomen, waarna de kloosters zelf in brand gestoken werden. Op deze manier eindigde de culturele en intellectuele dominantie van het boeddhisme in China. Het Zuiver Land-boeddhisme en het chanboeddhisme kwamen daarna nog tot bloei. Chan kwam tot bloei onder de Songdynastie (1127-1279), toen haar kloosters grote centra van cultuur en studie waren. Uit het chanboeddhisme kwam later het Japanse zenboeddhisme voort.

### Korea
Rond 372 bezochten Chinese ambassadeurs het koninkrijk Goguryeo en brachten de eerste boeddhistische geschriften en afbeeldingen mee. Deze versies van het mahayana waren onderling inconsistent en werden door de eerste monniken in overeenstemming gebracht met behulp van een holistische aanpak. Deze vorm is tongbulgyo (geïnterpreteerd boeddhisme) en is een unieke vorm.
Gedurende de 7e eeuw ging de verspreiding van het boeddhisme voorspoedig en met name seon (zen) werd veel beoefend en tijdens de Goryeo periode (918-1392) zelfs de staatsreligie. In 1388 kwam generaal Yi Seonggye door een staatsgreep aan de macht en tijdens zijn bewind werd het boeddhisme onderdrukt en werd met uitzondering van seon bijna volledig uitgeroeid.

### Japan
Het boeddhisme is in de 6e eeuw naar Japan gekomen, toen monniken naar de eilanden reisden en vele geschriften en kunstvoorwerpen met zich mee namen. Het boeddhisme werd in de 7e eeuw ingesteld als staatsreligie. Vanwege de isolatie was Japan in staat vele aspecten te bewaren die later in India, Centraal Azië en China verdwenen zijn.
Vanaf 710 werden vele tempels en kloosters gebouwd in de hoofdstad Nara, waaronder de vijf verdiepingen tellende pagode, de Gouden Hal van Horyuji en de Kofuku-ji tempel. Vele schilderijen en beelden werden gemaakt en de 8e en 13e eeuw was een bloeiperiode van Japanse boeddhistische kunst.
In de 12e eeuw werd zen geïntroduceerd door Dogen en Eisai na hun reizen door China. De zen kunst bestaat uit unieke schilderijen (zoals de sumi-e) en poëzie (met name haikus) waarin wordt gestreefd op impressionistische wijze de ware essentie te vangen. Deze zoektocht naar de verlichting binnen het moment leidde ook tot uitgebreide thee ceremonies en bloemschikkunst (ikebana) en beïnvloedde zelfs de vechtkunst (bushido).
Ondanks dat China waarschijnlijk meer (ondergrondse) boeddhisten heeft, wordt Japan meestal gezien als land met de meeste boeddhisten en is het boeddhisme in Japan compleet geïntegreerd in de samenleving. Japan telt rond 80.000 tempels.

### Zuidoost-Azië
Vanaf de 1e eeuw werd de handel over de Zijderoute door het Midden-Oosten beperkt en het gevolg was dat de zee handel met China belangrijker werd. Om die reden begon India zich te richtten op Zuidoost-Azië. Gedurende meer dan duizend jaar was de Indische invloed op de landen groot. Pali en Sanskriet werden verspreid als belangrijke talen evenals het boeddhisme en hindoeïsme.
Tussen de 5e en 13e eeuw groeide Zuidoost-Azië uit tot grote koninkrijken en was het mahayana wijdverspreid. Het Sri Vijaya-rijk in het zuiden en het Khmer-rijk in het noorden werden invloedrijk.

#### Srivijayarijk (5e-15e eeuw)
Het Srivijayarijk had als centrum Sumatra in Indonesië en tijdens de regering van de Sailendras werd het Mahayana en Vajrayana aangenomen als belangrijkste religie. Rond 780 werd in Java de tempel van Borobudur, de grootste boeddhistische tempel in de wereld, gebouwd en bevat 505 afbeeldingen van zittende Boeddhas. Door conflicten met de Cholakoningen van India verzwakte het rijk en raakte vanaf de 13e eeuw in verval door de uitbreiding van de islam.

#### Khmer rijk (9e-13e eeuw)
Gedurende de 9e tot en met de 13e eeuw werden het mahayanaboeddhisme en het hindoeïsme de belangrijkste religies van het Khmer-rijk en domineerde het Zuidoost-Azië. Onder de Khmers werden meer dan 900 tempels in Cambodja en Thailand gebouwd, waaronder de enorme tempel Angkor Wat. Angkor was in de tijd dat Londen en Parijs nog geen 50.000 inwoners hadden een metropolis met mogelijk meer dan een miljoen mensen.
Na de teloorgang van het boeddhisme in India raakte het mahayana in Zuidoost-Azië in verval.  Aan het einde van het Khmer-rijk in de 14e eeuw maakten mahayana- en hindoeïstische stromingen in het gebied plaats voor het theravada, dat vanuit Sri Lanka over was gekomen.